# Armando Sadiku
Armando Sadiku (Elbasan, 27 de maio de 1991) é um futebolista profissional albanês que atua como atacante, atualmente defende o Goa.

## Carreira
Armando Sadiku fez parte do elenco da Seleção Albanesa de Futebol da Eurocopa de 2016, sendo o autor do primeiro gol da história de seu país em fases finais da Eurocopa, na vitória por 1x0 contra  a seleção romena, no dia 19 de junho de 2016.